# Spiniphora conspicua
Spiniphora conspicua är en tvåvingeart som beskrevs av Colyer 1955. Spiniphora conspicua ingår i släktet Spiniphora och familjen puckelflugor.
Artens utbredningsområde är Sri Lanka. Inga underarter finns listade i Catalogue of Life.